# Черногорское медно-никелевое месторождение
Черногорское медно-никелевое месторождение - месторождение полиметаллических руд (медь, золото, серебро, никель, кобальт, платина, палладий, родий, селен, теллур), расположенное в России (Таймырский Долгано-Ненецкий район Красноярского края, в 15 км на юго-восток от г. Норильск, в окрестностях горы Чёрная). Входит в состав Норильского рудного района.
Открыто в 1943 г., геологоразведочные работы проводились в 1950-1960-е гг. В районе месторождения был создан посёлок Черногорка (имевший собственную ЛЭП и развитую инфраструктуру: многоквартирные дома, столовую, общежития, баню, мастерские, гаражи, складские помещения, животноводческое производство, клуб). Месторождение планировалось к освоению как сырьевая база Норильского горно-металлургического комбината. Но в 1970-е гг. (в связи с тем, что приоритет был отдан более богатым и лёгким в освоении и разработке месторождениям Талнахского рудного узла) посёлок был заброшен и постепенно пришёл в полное запустение, а само месторождение так и не начало разрабатываться, поскольку разработка была признана экономически нецелесообразной. В начале 2000-ых гг., в связи со снижением рентабельности эксплуатируемых медно-никелевых месторождений Норильского рудного района, интерес к месторождению - с перспективой начала его разработки - возник вновь.  В 2011 г. группа компаний “Русская платина” получила лицензию на разработку месторождения, но его ввод в эксплуатацию постоянно откладывается на протяжении длительного времени. Ввод месторождения в эксплуатацию запланирован на 2026 г.
Район Черногорского месторождения расположен в северо-восточной части Норильского плато, расчлененного мелкими речными долинами. В центральной части месторождения находится гора Чёрная (высота около 377 м). Месторождение разделено на два участка: Западный и Восточный. На Восточном рудовмещающая интрузия перекрыта пермскими отложениями тунгусской серии и туфолавовой толщей триаса, на Западном – выходит на поверхность (на горе Чёрная) и в разной степени эродирована. Представлено сульфидным медно-никелевым оруденением. Основными рудными минералами являются пирротин, халькопирит, пентландит, пирит. Реже встречаются кубанит, миллерит, валлериит. Для металлов платиновой группы характерно образование преимущественно самостоятельных минералов: самородных, интерметаллических соединений, арсенидов, а также сульфидов. Золото присутствует в самородном состоянии.
Оценочные запасы руд, отличающихся высоким содержанием платиноидов,  составляют 143 млн. т. (руды содержат более 400 тыс. тонн меди, 250 тыс. тонн никеля, 13,4 тыс. тонн кобальта, порядка 15 т. золота, около 173 тонн серебра и примерно 540 т. платиноидов (в основном платины, палладия и родия) ). Добыча руд планируется открытым способом (карьер). 
По состоянию на 2019 г. Государственным балансом Российской Федерации учитываются запасы для открытой отработки в количестве (- нет данных):
| Элемент               | Категории запасов | Категории запасов | Категории запасов  |
| --------------------- | ----------------- | ----------------- | ------------------ |
| Элемент               | А+В+С1, тонн      | С2, тонн          | Забалансовые, тонн |
| Медь                  | 262300            | 137700            | 7000               |
| Золото                | 9,585             | 5,154             | 0,292              |
| Серебро               | -                 | 167,8             | 5,3                |
| Платиноиды (суммарно) | 320,252           | 210,106           | 9,801              |
| Селен                 | -                 | 509,2             | 13,6               |
| Теллур                | -                 | 74,3              | 2                  |
| Кобальт               | -                 | -                 | -                  |
| Никель                | -                 | -                 | -                  |

Права на разработку месторождения принадлежат группе компаний “Русская платина” (непосредственный ввод в разработку ведёт ООО “Черногорская горнорудная компания”).  В настоящее время на месторождении идут строительно-монтажные работы и ведется монтаж оборудования на строящемся горно-обогатительном комбинате, а также строится сопутствующая инфраструктура (ТЭЦ мощностью 92 МВт и другие объекты). В соответствии с существующими планами руда будет перерабатываться на мощностях ПАО «ГМК „Норильский никель“» (в дальнейшем будет введён в строй собственный горно-обогатительный комбинат мощностью 7 млн. т руды в год). Планируется выпускать медный и никелевый концентраты с высоким содержанием платины и палладия.
Разработка месторождения рассматривается как первый этап более масштабного и долговременного проекта совместной разработки Черногорского месторождения и близлежащего месторождения Норильск-1 (подземная разработка которого и доведение мощности горно-обогатительного комбината до 14 млн. т. руды в год планируются именно на втором этапе).